# Lincom
Orlando Francisco Pires Júnior, mais conhecido como Lincom (Camapuã, 17 de fevereiro de 1984), é um ex-futebolista brasileiro que atuava como centroavante.
É o maior artilheiro do Red Bull Bragantino no século, com 73 gols marcados.
Seu apelido era Lico, inspirado no ex-jogador Rincón, e acabou virando Lincom.

## Carreira
Antes de ser jogador, foi empacotador de alho, carpinteiro e vendedor de carvão.
Em 2006, atuou pela Portuguesa Santista e na estreia marcou gol contra o Corinthians, na derrota de seu time por 5x1.
Em 2009, foi artilheiro da Série A2 do Campeonato Paulista pelo Rio Branco. Pelo destaque, foi contratado pelo Sport Recife.
Em 16 de julho de 2011, em um jogo contra o Sport pela 11ª rodada da Série B do Campeonato Brasileiro, o atacante marcou de cabeça seu primeiro gol com a camisa do Bragantino. Naquele Campeonato marcou 20 gols, apenas um a menos que Kieza, do Náutico, que levou a artilharia. Ainda em 2011, ajudou a articular nos bastidores a contratação de Romarinho.
Em 2013, ele faz nove gols no Paulista e 12 na Série B, fundamentais para livrar o Braga da zona do rebaixamento nas últimas rodadas.
Sua primeira passagem pelo clube terminou em 2014, quando assinou com o Lifan Chongqing, da China.
Retornou ao Bragantino, ficou 11 meses sem marcar por causa de lesões no calcanhar e no joelho, tanto na Série B de 2014 e no Paulistão de 2015, onde atuou por empréstimo com a camisa do Penapolense. Em 2015 anotou seis gols no Campeonato Brasileiro da Série B.
Em setembro de 2015, foi emprestado ao Corinthians até o final do ano. Foi Campeão Brasileiro com o clube em 2015, participando em apenas três jogos naquela campanha, atuando por 33 minutos no total.
Devolvido ao Braga, fez em 2016 uma temporada bem abaixo das expectativas, culminando com a queda da equipe para a Série C do Brasileiro.
No início de 2017, disputou a segunda divisão do futebol paulista pelo São Caetano, onde foi campeão da competição e marcou seis gols.
Em maio de 2017, foi contratado pelo Brasil de Pelotas. Disputou o Campeonato Brasileiro da Série B pelo clube, onde chegou marcando quatro gols em três partidas, e no total marcou oito gols em 29 partidas disputadas.
Disputou o Paulistão de 2018 pelo Santo André, marcando dois gols em 12 partidas.
Ainda em 2018, em março, foi contratado pelo Vila Nova para a Série B do Campeonato Brasileiro. Reserva na estreia contra o Avaí, ele foi titular diante do CRB, na segunda rodada da competição.
Em abril de 2018, foi suspenso do futebol por utilização de uma substância proibida, testosterona de acordo com o jogador, que ele afirmou ter sido receitada por um médico. À época, defendia o Vila Nova, mas o doping era de quando atuou pelo Santo André. Assim, teve seu contrato rescindido.
Ficou quatro anos afastado do futebol por doping e nesse período teve depressão, problemas financeiros e outras dificuldades.

## Títulos
Corinthians
- Brasileirão Série A: 2015[3]

São Caetano
- Campeonato Paulista de Futebol - Série A2: 2017

### Artilharias
- Campeonato Paulista de Futebol - Série A2: 2009 (20 gols)